# Collegium Musicum (muziekgezelschap)

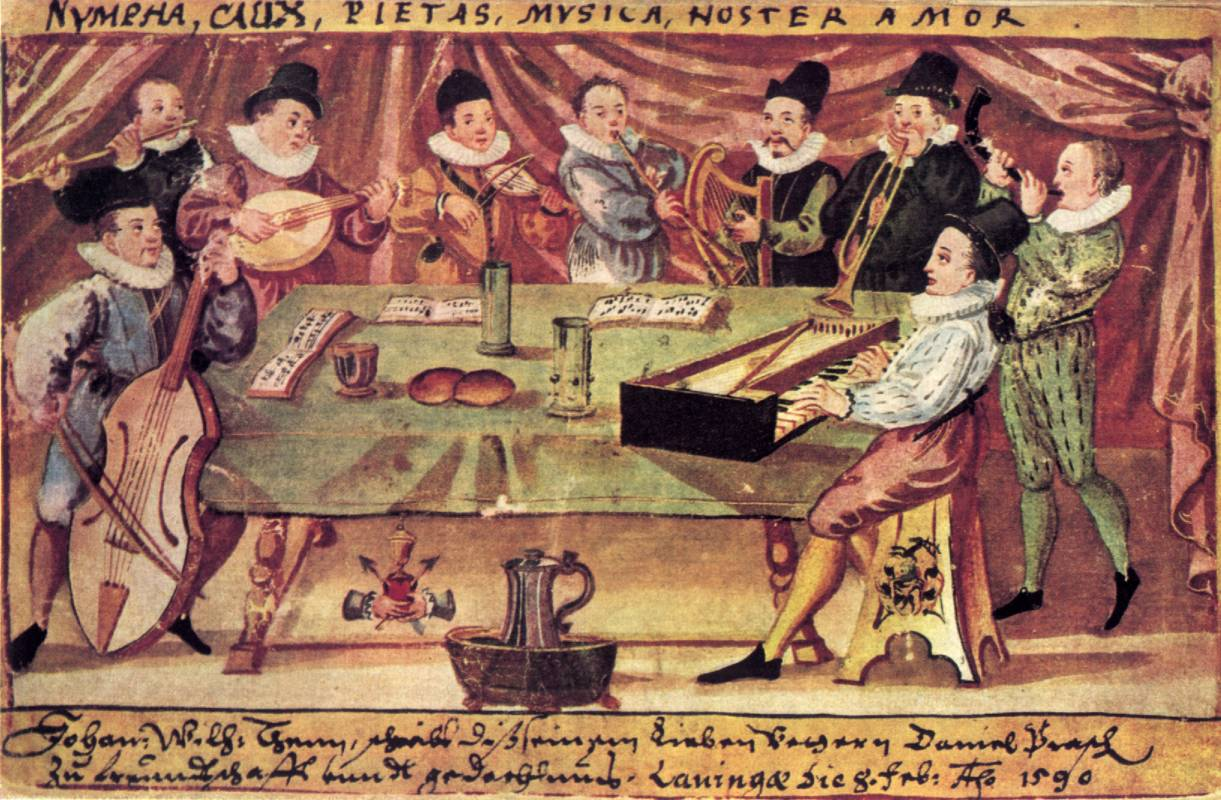
Collegium Musicum van Lauingen, 1590

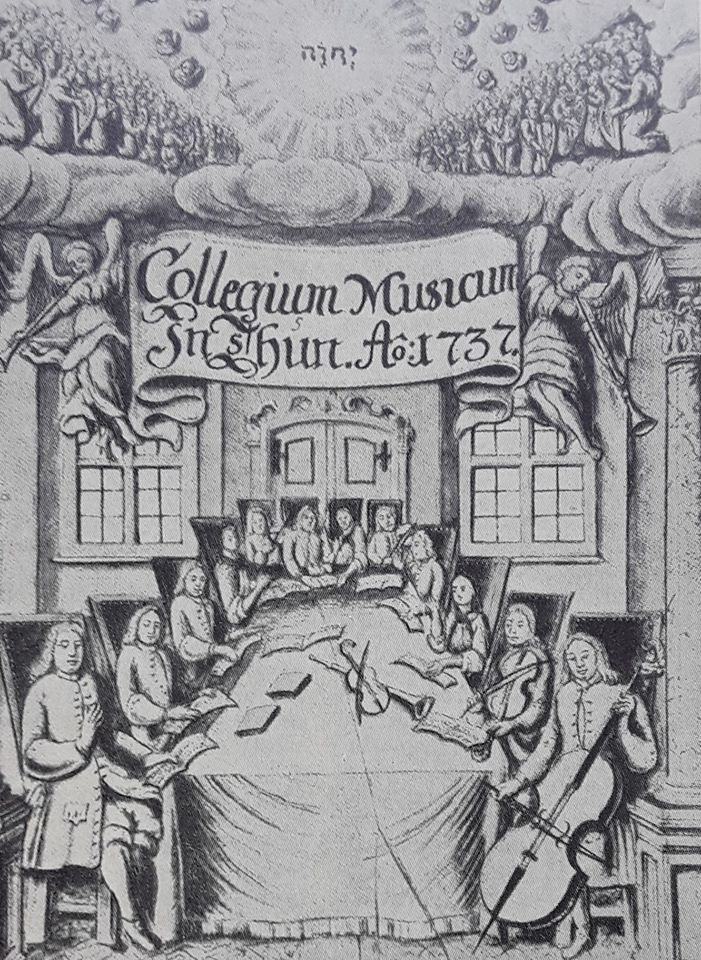
Collegium Musicum van Thun, 1737

Een Collegium Musicum was een muziekgezelschap van ontwikkelde burgers, studenten of liefhebbers dat zich vanaf de 16e eeuw tot ver in de 18e eeuw toelegde op de uitvoering van vocale en instrumentale ensemblemuziek. Deze collegia ontstonden in heel Europa en speelden een belangrijke rol in het burgerlijk muziekleven vóór de opkomst van openbare concertzalen en symfonieorkesten.

## Ontstaansgeschiedenis
De term Collegium Musicum werd vanaf de 16e eeuw gebruikt voor verschillende vormen van georganiseerde muziekbeoefening, wat in de historiografie soms tot verwarring leidt. Er moet onderscheid worden gemaakt tussen twee parallelle fenomenen die dezelfde aanduiding kregen, maar een wezenlijk verschillende oorsprong en functie hadden.
Enerzijds waren er de semi-kerkelijke zangkoren die voortkwamen uit middeleeuwse broederschappen. Deze broederschappen, vaak verbonden aan kerkelijke instellingen, stelden zich ten doel de liturgie muzikaal op te luisteren. In de loop der tijd evolueerden ze tot meer geprofessionaliseerde ensembles van beroepsmusici in dienst van de kerk of stad. Daarnaast ontstonden in de schuilkerken van de Republiek kleinere muziekkringen van vrijwilligers die kerkdiensten opluisterden, vaak in besloten kring en met beperkte middelen. Deze vormen van muziekbeoefening bleven hoofdzakelijk functioneel en religieus van aard.
Anderzijds ontwikkelde zich tijdens de renaissance en barok een ander soort Collegium Musicum: gezelschappen van ontwikkelde burgers — waaronder studenten, regenten en notabelen — die uit persoonlijke interesse samen musiceerden. Deze burgerlijke muziekkringen ontstonden in humanistische en stedelijke milieus waar muziek deel uitmaakte van culturele zelfontplooiing en sociaal verkeer. Ze waren geïnspireerd op eerdere vriendengroepen of huiselijke ensembles en fungeerden als informele academies waarin men kennis en vaardigheden uitwisselde. In deze context was het Collegium Musicum veeleer een voortzetting, uitbreiding of veredeling van dergelijke huiselijke muziekpraktijken, vaak los van religieuze functies.
Deze burgerlijke collegia hadden doorgaans een breder repertoire, waaronder wereldlijke kamermuziek, instrumentale werken en vocale composities van eigentijdse componisten. Ze vormden een schakel tussen amateurkunst en professioneel concertleven, en worden beschouwd als voorlopers van latere muziekverenigingen, conservatoria en concertinstituten.

## Sociëteiten
Collegia Musicum bevonden zich meestal in stedelijke contexten en bestonden uit welgestelde burgers en patriciërs met muzikale vaardigheid. Ze kwamen bijeen op vaste locaties en combineerden vaak muzikale activiteiten met sociaal verkeer. Muziek diende als expressie van cultuur én burgerlijke saamhorigheid. Gezelschappen als deze evolueerden geleidelijk richting formele muziekverenigingen of orkestinstellingen.

## Europa
In Duitsland werden Collegia Musicum dragers van het concertleven. In steden als Leipzig, Hamburg en Dresden vormden ze de bakermat van het openbare concert. In Engeland, Frankrijk en Italië bestonden vergelijkbare structuren (consorts, concerts des amateurs, academies), maar met eigen karakteristieken. Nederland volgde deze traditie vanaf de 17e eeuw, vaak met regionaal accent.

## Nederland
Het oudst bekende Collegium Musicum in de Noordelijke Nederlanden werd opgericht in Arnhem in 1591. In de daaropvolgende decennia volgden onder meer Amsterdam, Utrecht, Leeuwarden, Leiden en later ook steden als Den Bosch, Breda, Delft en Bergen op Zoom.
Deze gezelschappen, vaak bestaand uit ontwikkelde leden van de burgerij, kwamen voort uit humanistische idealen en een groeiende behoefte aan kunstzinnige zelfontplooiing. Zij combineerden amateuristische muziekbeoefening met sociale en educatieve functies, en vormden een burgerlijk alternatief voor hof- of kerkelijke muziekpraktijken. Stadsbesturen speelden geregeld een faciliterende rol, onder meer door het beschikbaar stellen van zalen, subsidies of logistieke steun.
Het Utrechtse Collegium Musicum had in het bijzonder invloed op de organisatievormen van andere steden. Hoewel de precieze invulling lokaal varieerde, deelden deze gezelschappen het streven naar muzikale ontwikkeling binnen een stedelijke, vaak besloten context.

### Arnhem
Op maandag 22 november 1591, de feestdag van de heilige Caecilia, werd in Arnhem het zogeheten St. Caecilia-Concert georganiseerd. Uit dit initiatief ontstond het muziekgezelschap Si Vox est Canta, dat wordt beschouwd als het eerste Collegium Musicum in de Nederlanden. De oprichting is kenmerkend voor het culturele zelfbewustzijn van de stad in de late 16e eeuw.

### Utrecht
Het Utrechtse Collegium Musicum was een van de meest invloedrijke in de Republiek. Het gold in de 17e en 18e eeuw als voorbeeld voor andere steden, mede vanwege zijn goed georganiseerde structuur en muzikale niveau. De Utrechtse organisatie kende een zekere continuïteit en professionaliteit die elders werd nagevolgd.

### Den Bosch
In ’s-Hertogenbosch werd op 20 december 1732 het Collegium Musicum Vivat Musica opgericht. Het gezelschap bestond uit notabelen uit de stad en fungeerde naast muziekgezelschap ook als culturele sociëteit. De bijeenkomsten bestonden uit concerten, mogelijk gecombineerd met dansavonden of andere kunstzinnige activiteiten. Het gezelschap bleef bestaan tot in de Franse tijd en kreeg waarschijnlijk steun van het stadsbestuur. Het was een typisch voorbeeld van een stedelijk muziekgezelschap met representatieve allure.

### Breda
Breda kende in de 18e eeuw een actief Collegium Musicum, vermoedelijk in voortzetting van oudere vormen van stedelijke muziekbeoefening. In 1824 werd het opnieuw opgericht onder de naam De Harmonie, waarmee de traditie van burgerlijke muziekverenigingen werd voortgezet. Hoewel weinig concrete gegevens bekend zijn over de exacte organisatie in de 18e eeuw, wijst de latere heroprichting op een stevige culturele verankering.

### Bergen op Zoom
In 1759 werd in Bergen op Zoom een Collegium Musicum opgericht dat tot in de Franse tijd actief bleef. De leden bestonden uit officieren, artsen en andere notabelen. Wekelijks vonden concerten plaats in een zaal boven de vleeshal. Daarnaast werden ook dansavonden, zangspelen en goochelvoorstellingen georganiseerd. De activiteiten varieerden in publiek en succes, maar het gezelschap speelde een prominente rol in het culturele leven van de stad. Rond 1788 kende het Collegium een nieuwe bloeiperiode, mede dankzij enkele professionele musici onder de leden.

### Delft
Het Delftse Collegium Musicum kreeg op 20 december 1776 een vaste repetitiezaal in het voormalige Sint-Agathaklooster. De stad verstrekte jaarlijks vijftig gulden subsidie voor verwarming en verlichting. Het repertoire bestond vooral uit kamermuziek: duo’s, trio’s en kwartetten. Er werden geen symfonieën uitgevoerd. Het gezelschap was besloten van aard en werd gedragen door burgerlijke liefhebbers.

## Invloed
De Collegia Musicum hebben sterk bijgedragen aan de emancipatie van muziek uit kerkelijke en hofcontexten. Ze vormden een schakel tussen privé-huisconcerten en openbaar concertleven, tussen dilettanten en professionele musici. Veel latere muziekverenigingen, harmonieorkesten en conservatoria danken hun wortels aan deze burgerlijke initiatieven. Hun informele karakter stimuleerde creativiteit, educatie en muzikale innovatie.